# Bettisia Gozzadini
Bettisia Gozzadini, née en 1209 à Bologne et décédée le 2 novembre 1261 à Budrio, est docteur en droit de l'université de Bologne et professeur. Pour y parvenir, on suppose qu'elle suivit ses études déguisée en homme. Elle fut probablement la première femme à avoir été nommée professeur dans une université.

## Jeunesse et études
Bettisia Gozzadini est née en 1209. Ses parents, Amadore Gozzadini et Adelasia de Pegolotti, appartiennent à la noblesse de Bologne. Très jeune, elle se consacre à ses études dans les écoles publiques de la ville. Afin d'éviter les problèmes, elle porte des vêtements d'homme. Elle étudie le droit et la philosophie. À l'université de Bologne, son intelligence impressionne ses maîtres Giacomo Baldavino et Tancredi Arcidiacono. Ils la poussent à passer un doctorat en droit qu'elle obtient le 3 juin 1236 avec la note maximale,.

## Enseignement
Selon l'usage, Bettisia Gozzadini enseigne d'abord chez elle, puis, face à l'augmentation du nombre de ses élèves, l'évêque de la Fratta lui offre une chaire de lectrice à l'université. D'après la légende, elle donnait des cours dans le Studium mais également dans les squares de la ville devant de grandes foules.
En 1239, elle devient donc la première femme à enseigner à l'université.
Elle meurt le 2 novembre 1261, à la suite de l'inondation causée par le débordement de l'Idice, dans l'effondrement de la maison dans laquelle elle s'était réfugiée.